# José María Mesa Parra
José María Mesa Parra (25 de desembre de 1944) és un mestre i polític català.

## Trajectòria
Es llicencià en magisteri i en filosofia a la Universitat de Barcelona i es diplomà en gestió gerencial a l'Escola d'Administració d'Empreses. El 1966 treballà com a director del Col·legi Nacional "Ramón y Cajal" del Prat de Llobregat, i més tard fou professor de l'INEM del Prat, així com inspector de serveis del Ministeri d'Educació i Ciència. El 1975 fou nomenat alcalde del Prat de Llobregat, càrrec que va ocupar fins que fou nomenat governador civil de Girona el juliol de 1977, càrrec que va ocupar fins al 17 de juliol de 1978.
El 1978 fou nomenat secretari general adjunt de la Unió de Centre Democràtic (UCD) a Catalunya i a les eleccions generals espanyoles de 1979 fou elegit diputat per la província de Barcelona. Després de l'ensulsiada de l'UCD el 1982 va ingressar al Centro Democrático y Social (CDS), amb el fou candidat per Barcelona a les eleccions generals espanyoles de 1982, però no fou escollit.